# Міофасціальний больовий синдром
Міофасциальний больовий синдром (МБС) — це синдром, що характеризується тривалим болем в м'язі або фасції (м'якій сполучній тканині) певної ділянки (або ділянок) у будь-якій частині тіла. Назва походить від “Myo” – «м’яз», та “fascial” – «фасція».

## Симптоми
Міофасциальний біль може локалізуватися у м'язах або фасції окремих, ізольованих зонах тіла, так званих «тригерних точках» або розповсюджуватися вздовж ліній натягу (т. зв. «меридіанів» або «потягів»). Біль стійкий, ниючий, і глибокий. Залежно від обставин і місця розташування інтенсивність може варіюватися від легкого дискомфорту до нестерпного болю.
ДІАГНОСТИЧНІ КРИТЕРІЇ «LA SKIN'S DIAGNOSTIC CRITERIA»:
- Односторонній біль
- Млявість м'язів
- Хрускіт при рухах
- Обмеження функції скронево-щелепного та інших суглобів[3][4]

## Причини
Причини дискутабельні внаслідок конкуренції різних шкіл та напрямків (офіційна медицина, остеопатія, рольфінг, кінезітерапія тощо). Наприклад, теорія тригерних точок періодчно спростовується, що не заперечує окремого існування симптомів і клінічних феноменів. Деякі системні захворювання, такі як захворювання сполучної тканини, можуть призвести до МБС. Порушення постави (такі як сколіоз чи кіфоз) і емоційні порушення також можуть спровокувати або сприяти появу МБС.

## Лікування
- При короткочасному болю ефективним може бути лікувальний масаж із використанням методики седації тригерних точок.[8]
- Фізичні вправи, з поступовими розширеннями амплітуди рухів і силових показників та обов'язковим дозованим стретчінгом (розтяжками)[2][9], корисні для відновлення повного діапазону рухів і рухової координації. Надалі пацієнтам, як правило, рекомендують підтримувати силу м'язів і обсяг рухів.[3]
- Міофасціальний реліз  та постезіометрична релаксація, поєднані з мануальною терапією й масажем, можуть поліпшити чи усунути хворобливий стан.[10]
- Систематичний огляд (Кокранівська співпраця) з даної теми прийшов до висновку, що суха пункція тригерних точок для лікування міофасціального больового синдрому в нижній частині спини виявилася корисним доповненням до стандартної терапії, але чітких рекомендацій не може бути прийнято, адже опубліковані дослідження були невеликими й низької якості.[11]
- Корекція пози й постави й раціональна ергономіка можуть забезпечити значне полегшення на ранніх стадіях лікування.[3] Іноді використовуються синтетичні методики, такі як метод Фельденкрайза, який іноді відносять до методів тілесно-орієнтованої психотерапії.[3]